# Juan Pardo
Juan Ignacio Pardo Suárez (Palma, Illes Balears; 11 de novembre de 1942), conegut artísticament com a Juan Pardo, és un cantautor i compositor espanyol. Tot i que va néixer a Mallorca, és gallec d'adopció.
A més del seu gran èxit en solitari, Pardo va formar part d'alguns dels més destacats grups musicals de la dècada dels 60 i va promoure i compondre temes per a altres cantants com ara Los Pecos, Rocío Jurado, Luz Casal, Camilo Sesto, Andrés do Barro, Chiquetete, Massiel o Juan Camacho entre d'altres. També és un dels cantautors amb més cançons enregistrades. El 2003, coincidint amb em llançament del seu darrer àlbum d'estudi, Lúa Chea, la discogràfica EMI va revelar que és el compositor que més drets d'autor genera a la SGAE.

## Discografia

### Àlbums
- Juan Pardo y su conjunto (1962-1963)
- Ayer, ahora es hoy (1969)
- La charanga (con Junior) (1969)
- Juan Pardo (1969)
- Soledades (1971)
- Juan & Andee (1971)
- Natural (1972)
- My Guitar (1973)
- Rareza en forma de 45 rpm (1973)
- Conversations with Myself (1974)
- Hotel Tobazo (1975)
- Calypso Joe (1976)
- Cuando te enamores (1976)
- Galicia miña nai dos dous mares (1976)
- Amor mío (1978)
- Grandes éxitos (1978)
- Juan mucho más Juan (1981)
- Bravo por la música (1982)
- Caballo De Batalla 2 Álbumes (1983)
- Un sorbito de champagne (1984)
- Pardo por la música (1985)
- Qué tienes en la cama (1986)
- Mírame de frente (1987)
- Oro compacto (1987)
- Gallo de pelea (1989)
- Uno, está solo (1990)
- Me compré unas alas (1991)
- Sinceramente Juan (1992)
- La niña y el mar (1993)
- Año nuevo [1995)
- Pardo por la música (1996)
- Simplemente lo mejor (1996)
- Alma galega (1997)
- En vivo (1997)
- Pasión por la vida (1999)
- Trigeneración (2001)
- Lúa Chea (2003)

### Senzills
- "La charanga" (1969)
- "Toros en México" (1969)
- "Meu ben dorme" (1970)
- "A Marián niña" (1971)
- "Cuando te enamores" (1971)
- "Un año más" (1971)
- "Adiós a Mariquiña" (1973)
- "Mi guitarra" (1973)
- "Conversaciones conmigo mismo" (1974)
- "Autorretrato" (1975)
- "Eso le ha pasado a todos" (1977)
- "A tus pies madame" (1977)
- "María Magdalena" (1978)
- "Amar después de amar" (1980)
- "No me hables" (1981)
- "Sin ti" (1981)
- "Hasta mañana" (1982)
- "Hay que ver" (1982)
- "Bravo por la música" (1982)
- "Ahora que no estás" (1983)
- "Caballo de batalla" (1983)
- "Cazador" (1984)
- "Ninna" (1984)
- "Por favor, un favor" (1984)
- "Ciudadanos del mundo" (1985)
- "Qué peligro tiene" (1985)
- "Dos locos" (1986)
- "No me hables" (en vivo, 1986)
- "Otra vez" (1986)
- "Mírame de frente" (1987)
- "Gallo de pelea" (1989)
- "Que yo deje de quererte" (1991)
- "Yo te olvidaré" (1992)